# Tömegoszlatás

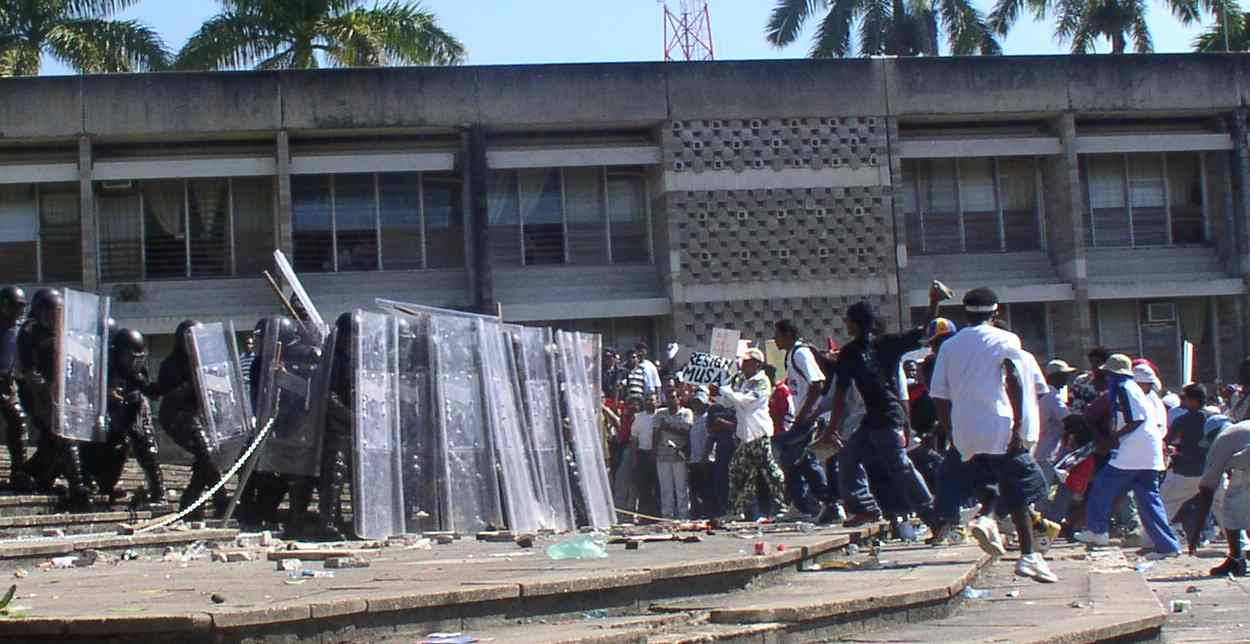
Belize-i rendőrök munka közben egy 2005-ös zavargás során

A tömegoszlatás rendőrségi (illetve egyéb karhatalmi) kényszerintézkedés, csapaterő alkalmazása valamely tömeg (tüntetők, sztrájkoló munkások, futballhuligánok stb.) szétoszlatása céljából. Komoly gyakorlatot igénylő csoportos művelet mind az irányító parancsnok, mind a részt vevő beosztott rendőrök részéről.
Általában a nagyobb városokra jellemző a feloszlatandó tömeg kialakulása, de oszlattak szét már vidéki techno-zenei partyt és falusi lincselésre gyülekezőket is.

## Menete
Az alábbiak a nyugati típusú demokráciákra vonatkoznak, diktatúrában természetesen sokkal nagyobb mozgásteret adnak a rendőrségnek, katonaságnak tömegoszlatásra a politikusok.
- A 0. fázis a tömeg kezelése. Ez körülbelül megegyezik egy nagyobb rendezvény rendőri biztosítási teendőivel. Az elsődleges cél ekkor az erőszak megakadályozása. Ezért a rendőröknek fel kell venniük a kapcsolatot a demonstráció vezetőivel és fel kell állítaniuk azokat az alapszabályokat, amiket nem szeghetnek meg a demonstráció résztvevői. A rendőrök folyamatosan figyelemmel kísérik az eseményeket. Fő céljuk, hogy mindenki biztonságban maradjon. Még ha nem is értenek egyet a tömeg (politikai) megnyilvánulásaival, akkor sem tekinthetik azt ellenségnek. A rendőrségnek udvariasan kell fellépnie, és ügyelnie arra, hogy még passzívan is készen álljon az alapszabályok betartásának gyors elősegítésére.
- Ha a tömeg kezelhetetlenné válik, erőszakos cselekményeket követ el, vagy a demonstrálók más módon megszegik az alapszabályokat, akkor a rendőrség határozottabban lép fel. A zavargó tömeg nagyobbik része általában a tömeglélektani hatások alá került érdeklődő, aki a rendőri fellépés vagy a letartóztatás lehetőségének konkrét megjelenésére meneküléssel reagál, illetve haza szeretne menni.

A demonstrálókat felszólítják a távozásra. Ha ez nem történik meg, a rendőri csapatok alakzatot vesznek fel. Élesítik a felszerelést, felveszik a gázmaszkot stb. A cél ekkor a megfélemlítés, hogy minél kisebb aktív ellenállással kelljen szembenézni.
- Eközben zajlik az ú.n. hangadók kiemelése. A tömeg a vezetők biztatása nélkül általában hamar feloszlik. A hangadók azonosítása és letartóztatása a tömegben elvegyülő civil ruhás (titkos-)rendőrök segítségével is történhet. Ugyancsak a titkosszolgálatok szoktak hamis hangadókként fellépő provokátorokat beküldeni, akik így megoszthatják a tömeget, félrevezetve elirányítják egyes csoportjait.
- Ezután következik az aktív tömegoszlatás. A cél, hogy kisebb csoportokra osszák az embereket, akik így nem tudnak egymással kapcsolatot tartani, kisebb a tömeghatás is, és így hamarabb hazamennek. Az eszköz itt általában az, hogy útkereszteződésbe szorítják a tömeget mozgó sorfallal ill. könnygázzal illetve nem halálos lőfegyverekkel stb., mire az kettéválik. Mindig biztosítani kell a menekülési-elvonulási útvonal lehetőségét, hogy ne érezze sarokba szorítva magát senki, mert az utóbbi agressziót és pánikot válthat ki.

A rendőrök követik a kisebb csoportokat, hogy megakadályozzák a további erőszakos cselekményeket, illetve a tömeg újbóli egyesülését.
- A tömeg által épített barikádokat nem közelharccal foglalja el a rendőrség, hanem távolabbról könnygázzal és nem halálos lőfegyverekkel űzi el tőle a demonstrálókat, majd megközelíti és speciális tolójárművekkel eltávolítja.
- Ha a tömeg ellenállást tanúsít, vízágyúval támogatott közelharcra is sor kerülhet. Ilyenkor sok demonstráló szokott megsebesülni. Éles lőfegyverrel nem szabad a tömegre lőni, de figyelmeztető lövés illetve konkrét személyre (a fegyverhasználat szabályait betartva, például önvédelemből) lövés leadható.

## Tömegoszlatási technikák

### Rendőrségi csapatalakzatok
- mozgó sorfal: több sorban felsorakozó rendőrök, vízágyúval, járművekkel haladnak előre, szorítják ki az embereket.
- oszlató ék: álló tömeg kisebb csoportokká bontására hatásos. Az egyik kézzel egymás övét, másikkal a pajzsot maguk előtt fogó, ék alakban elhelyezkedő rendőrök csak lassan mozognak. Mögöttük középen ún. kiemelő alcsoportok vannak. Ennek tagjai vezetői utasításra a szétnyíló ékből kiugorva az ék mögé rántják be villámgyorsan a kiszemelt hangadót vagy más célszemélyt. Ezután az ék gyorsan összezár, a célszemélyt pedig semlegesítik.
- sorfaloszlop
- sün: a rendőrök vállt vállhoz vetve, háttal a művelet alá vont személy felé fordulva körülveszik a védett (vagy elvezetni kívánt) célszemélyt, hasonlóan ahhoz, ahogyan a sün tüskéi védik az egyébként védtelen kis állat testét a támadótól. Így a belátott tér 360°-os lesz. Az alakzat széles körben ismertté vált, amikor 2009-ben felkerült az alkalmazásáról egy videó az internetre (lásd még: Sün!).

### Felszerelés
| A rendőrségi törvény az alábbi eszközök alkalmazását kifejezetten engedélyezi: - vízágyú - pirotechnikai eszköz, gumilövedék - könnygáz vagy más ingerlő gáz - elfogó háló - lóháton vagy járműkötelékben végzett tömegoszlatás (beleértve a kardlapozást) |

Tekintsük át, milyen fegyveres megoldásokkal oszlathatják fel a rendbontásokat.

#### Az általános nem halálos eszközök tárháza
A nem halálos eszközök alkalmazása a rendfenntartásban egyre sűrűbben felmerülő igény, ugyanakkor érdekes vonatkozása a dolognak, hogy hány oldalról támadják ezeket az eszközöket, és hány alkalommal éri éles kritika alkalmazásukat, néhány alkalommal bizony jogosan. Az emberi agresszió kontrollálása kétségkívül nagyon komoly kihívás elé állítja a modern tudományt.
- Gumibot vagy ütleg: fa, műanyag vagy gumi anyagú bot, amely egyszerű fizikai ütlegként használható. A legősibb eszköz e téren, és ma is a leggyakrabban használt eszköz zavargások feloszlatásakor. (Lásd még: vipera)
- Gumi- vagy műanyag lövedékek: nagy méretű gumi, gumibevonatú fém, vagy valamilyen lágyabb műanyagból készült lövedék vagy lövedékek, amelyet relatíve kis torkolati sebességgel lőnek ki. Megfelelő távolságból használva nem súlyos, de igen fájdalmas felszíni sérülést, zúzódást okoz, ám ha közvetlen közelről lövik ki, akár halálos sérülést is okozhat. Régebben fából készült lövedékeket használtak, azokat váltották a modernebb, rugalmasabb anyagból készült utódaik.
- Babzsák: műanyag zacskó ólomgolyókkal töltve, amit egy sörétes puskából vagy külön erre a célra szolgáló fegyverből lőnek ki. Kialakítása és a viszonylag kis torkolati energia miatt a zsák becsapódása elég fájdalmas, de nem okoz súlyos sérülést.
- Sűrített levegős vagy CO2-fegyver: az utóbbi időben egyre inkább elterjedő eszköz. Főleg szétporladó lövedéket, szétporladó OC-gáz-tartalmú lövedéket vagy festéklövedéket lőnek ki vele. Ez utóbbi célja a megjelölés – lehet vízzel lemosható és vízzel lemoshatatlan, mellyel a zavargásokban a veszélyesebb, vagy komolyabb törvénysértést elkövető egyéneket jelölik meg, akiket aztán így könnyen azonosíthatnak és foghatják el a zavargás feloszlatása után.
- Vízágyú: az 1960-as években jelent meg a teherautókra telepített vízágyú mint tüntetésoszlató eszköz. Az erős, viszonylag hideg vízsugár sok esetben bizonyult hatékonynak a nagy tömegek feloszlatásában, de sok helyen (például az USA, Anglia vagy Izrael esetén) mégis csak elvétve szerepel az arzenálban, mivel hatékonyságával kapcsolatban sok kérdés merült fel. Esetében a közvélemény és a média nyomása is komoly, hiszen a vízágyú egyféle asszociációja lett a tüntetések brutális leverésének.
- Villanógránát: kézzel vagy fegyverrel célba juttatott pirotechnikai eszköz, amely erős fény- és hanghatást produkál, így másodpercekre, vagy akár percekre is képes cselekvésképtelenné tenni a közelében tartózkodókat. Általában zárt térben tartózkodó gyanúsítottak elfogásánál kerül elő.
- Ragacshab: polimerbázisú, hab állagú ragasztó, amely a célpontokra fecskendezve megakadályozza őket a mozgásban, és csak speciális oldószerrel távolítható el. Alkalmazása ugyanakkor sok figyelmet követel, mert ha az arcra kerül, a szájat és orrot lefedve könnyen fulladást okozhat.
- Tapadáscsökkentő anyag: gél állagú, igen csúszós anyag, amit az út- és/vagy járdafelületre felhordva megakadályozható, hogy ember vagy jármű átjusson rajta.
- Taser: ez az eszköz sűrített nitrogénnel vagy levegővel két kis érintkezőt lő ki, amelyek egy vékony dróttal csatlakoznak az indítófegyverhez. Ha valamit eltalál, akkor egy nagyfeszültségű, 26 wattos (rendőri Taser esetén), 3,6 mA-es elektromos impulzust közvetít a drótokon keresztül, amelyek akár a ruhán keresztül is képesek a célpont izomműködés-koordinációját rövid időre megzavarni, és ezzel mozgás-, illetve harcképtelenné teszik. Az energiát 1,5 voltos ceruzaelemekből, illetve akkumulátorokból nyerik.
- Elektromos kábító: igen magas feszültségű (általában több százezer voltos) elektromos áramot juttat a célpontba érintésre, amely a Taserhez hasonlóan az izomműködés-koordinációt zavarja meg.
- Gumigránát: speciális kézigránát vagy fegyverből kilőhető gránát, amely mintegy 80 db, kb. 10 mm-es gumigolyóval van megtöltve. Mikor az időzítő működésbe lép, a gránát közepén lévő pirotechnikai töltet a gumigolyókat 360 fokban szétveti, és a pár méteres körzetben lévő célpontoknak fájdalmas, de nem halálos zúzódásokat, felszíni sérüléseket okoz.

#### Vegyi anyagok
- CS-gáz: orto-klorobenzilidén-malononitril. Igen irritáló anyag, amely a nyálkahártyával kapcsolatba lépve erős könnyezést és köhögést vált ki, valamint megemeli a vérnyomást és a pulzust. Használata kétségkívül igen veszélyes olyan emberekre, akik asztmában, epilepsziában, illetve hasonló tüdő- vagy légúti betegségekben szenvednek
- CN-gáz: klór-aceto-fenon. A CS-gázhoz hasonló hatásmechanizmusú, de sokkal irritálóbb anyag.
- CR-gáz: dibenzo-xazepin. A CS-gáznál jóval irritálóbb kristályos anyag, szaga a borshoz hasonlatos. Erős bőrfájdalmat (különösen nedves bőrfelületen), köhögést, kapkodó légzést, ideiglenes vakságot okoz, és ezek együttes hatása miatt erős pánik uralkodik el a célponton, amely legtöbb esetben teljesen cselekvésképtelenné teszi azt. Zárt térben használva rövid idő alatt halálos dózist lehet belőle belélegezni. A CR-nek kitett bőrfelületen súlyos fájdalom jelentkezhet még akár két nap múlva is, ha vízzel érintkezik. Használata a legtöbb nyugati országban tiltott.
- OC-gáz vagy paprikaspray: a csípős paprikát mindenki jól ismeri, ennek a kapszaicin tartalma határozza meg, hogy mennyire is csípős az adott fűszernövény. A kapszaicin-kivonat spray formában igen elterjedt mind az önvédelem, mind a rendfenntartás terén. A célpont bőrével érintkezve égető fájdalmat okoz. A fájdalom különösen erős, ha az orrba, szájba vagy szembe jut – ez utóbbi esetén ideiglenes vakságot is okoz, mivel az áldozat az erős fájdalom miatt nem tudja szemhéjait kinyitni. A hatásidő az alkalmazott anyag töménységétől függ, de fél-egy óra között változik.
- Kolokol-1: orosz vegyi anyag, amely a 2002-es moszkvai túszszabadítási akcióban vált hírhedtté, mivel az orosz belügyi erők ezt az anyagot vetették be egy színház nézőközönségét túszul ejtő csecsen terroristák ellen. A túszejtőket sikeresen semlegesítették, de a gázt belélegezték a túszok is, akik közül mintegy százan belehaltak, és sokan maradandó fizikai károsodást szenvedtek. A rendőrök nem számoltak azzal, hogy a fogvatartottak szervezete legyengült a több napos fogság alatt, illetve nem kaptak megfelelő orvosi ellátást a túszszabadítás után részben azért, mert a belügyi szervek nem árulták el, hogy pontosan milyen vegyi anyagot vetettek be az akció alatt. Pontos működési mechanizmusa nem ismert, de a tünetek és a szervezetre való hatása alapján feltehetően valamiféle továbbfejlesztése lehet a Fentanil nevű drognak.

#### Irányított energiafegyverek
- Infrahangfegyver: nagyon alacsony frekvenciás hanghullámokkal működő eszköz, amely biológiai hatásokkal operál. Egy 7 Hz-es egység még rövid besugárzás esetén is órákig tartó rosszullétet, émelygést, hányingert, egyensúly- és tájékozódási zavarokat okoz. Erősebb behatásnál akár belső sérüléseket is okozhat.
- Ultrahang: hatása szédülést, hányingert és akár eszméletvesztést is okozhat. Egy angol eszköz például két megszabott frekvencián sugároz, amely az emberi fülben összeadódva elviselhetetlenné válik. A sugár olyan kicsi, hogy külön-külön lehet vele megcélozni az embereket a tömegben.
- Hallható hang: egyik alkalmazási módszere, hogy nagy hangerővel lehetséges a zavargók felszólítása. A másik hogy éles, visító hanggal, alig valamivel a kritikus fájdalomküszöb alatti hangerővel demoralizálják a tömeget. Ez a hang hatásosan töri meg a kántálást, éneklést és a tapsolást is. Általában járműre telepítve használják.
- Infrafény-fegyver: speciális eszköz, mely villódzó infratartományú fényt hoz létre, amely áthatol akár a zárt szemhéjon is. Hatása rosszullétben, egyensúlyzavarokban jelentkezik, érzékenyebb embereknél epilepsziás rohamot okozhat.
- Látható tartományú fény: erős, koncentrált, általában zöld tartományú fénysugár (mivel az emberi szem erre a tartományra a legérzékenyebb), amely a célpont szemeire célozva ideiglenes vakságot okoz, így könnyebben lefegyverezhető és őrizetbe vehető.
- Pulzusenergiájú fegyver: különleges kémiai lézeralapú eszköz, amely éles felvillanást és ez által kiváltott sokkot okoz, rövid időre cselekvésképtelenné téve a célpontot.
- Mikrohullámú fegyver: 95 gigahertzes mikrohullámú sugarat bocsát ki, mely hőt generál a célterületen tartózkodó személyek bőrfelületén, akik ezt égető fájdalomként élik meg. Minél tovább éri őket a sugár, annál nagyobb fájdalmat okoz, így elvben arra kényszerítve őket, hogy a területet minél hamarabb elhagyják. Első járműre telepített verzióját rövidesen élesben is kipróbálják, de készül már a kézi változat is. A mikrohullám hátránya, hogy a célpontoknál lévő, vagy általuk viselt fémtárgyak (karóra, fém szemüvegkeret, nyaklánc, fülbevaló, piercing stb.) rövid idő alatt felmelegedhetnek és égési sebeket okozhatnak.

## Hírhedt tömegoszlatások
- Vérvörös csütörtök: az 1912. május 23-i budapesti nagy munkástüntetés általános választójogot követelt Tisza István parlamenti elnöktől. A rendőrség és a katonaság erőszakos fellépése hat halálos és több száz sebesült áldozatot követelt.
- Az 1968-as chicagói demokrata elnökjelölő konvencióval párhuzamosan a vietnámi háború ellen demonstráló több ezer hippit illetve bámészkodót, újságírót vert meg brutálisan és kergetett végig Chicago belvárosán a TV-kamerák előtt a hisztérikus rendőrség. Az eseményt megörökítette műveiben Allen Ginsberg, Hunter S. Thompson és Norman Mailer is.
- 1972. január 30-án történt Londonderryben a véres vasárnap.
- Budapesten 2006. október 23-án zajlott a rendszerváltás utáni legdurvább tömegoszlatás, amely azóta is heves viták kereszttüzében áll. Lásd: Zavargások az 1956-os forradalom 50. évfordulóján.
- Berlin Kreuzberg negyedében minden év május 1-je a helyi anarchisták, punkok és a rendőrség összetűzésével zajlik.

## Képek

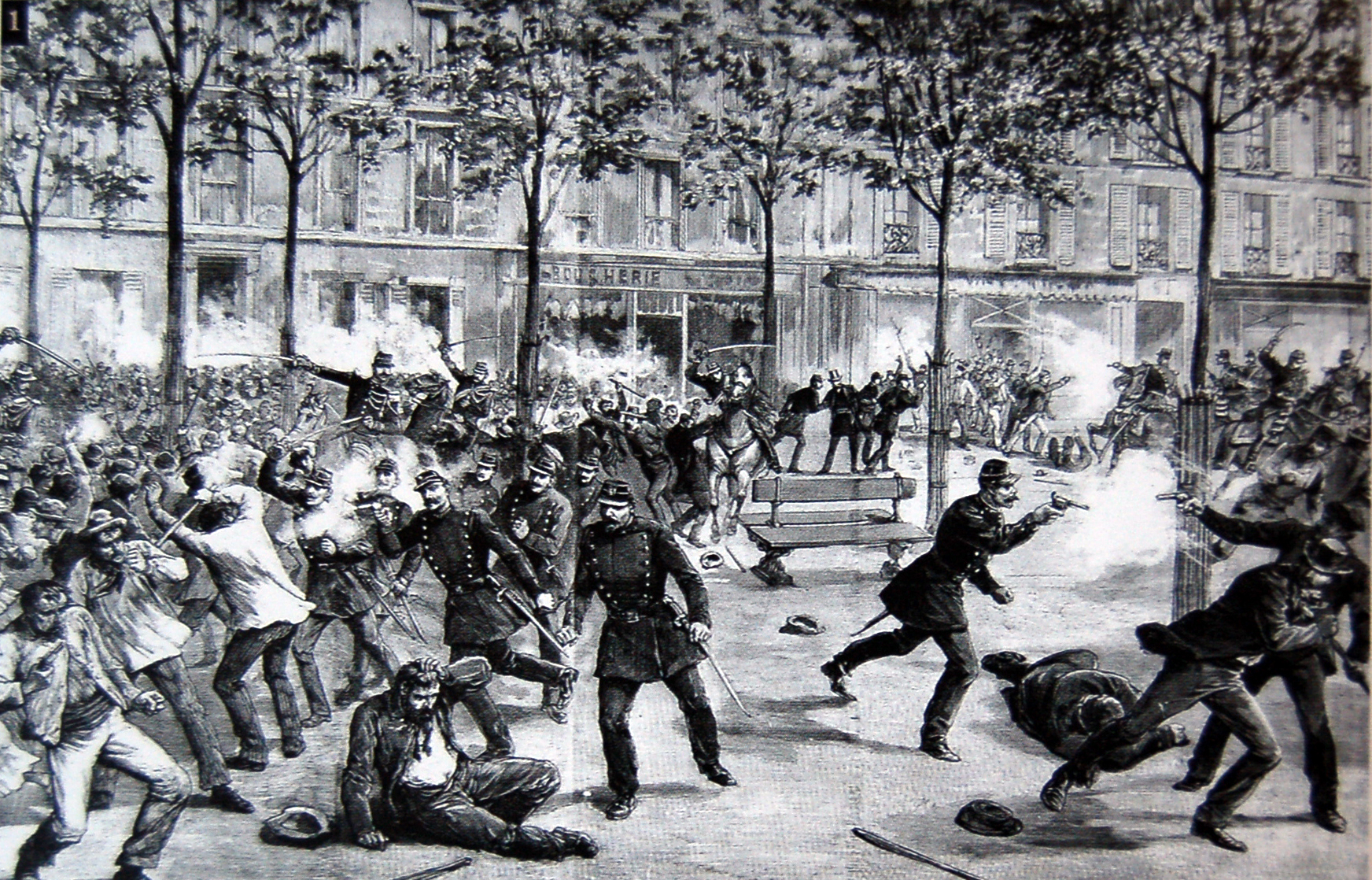
1891. május 1-je Clichyben, Franciaországban
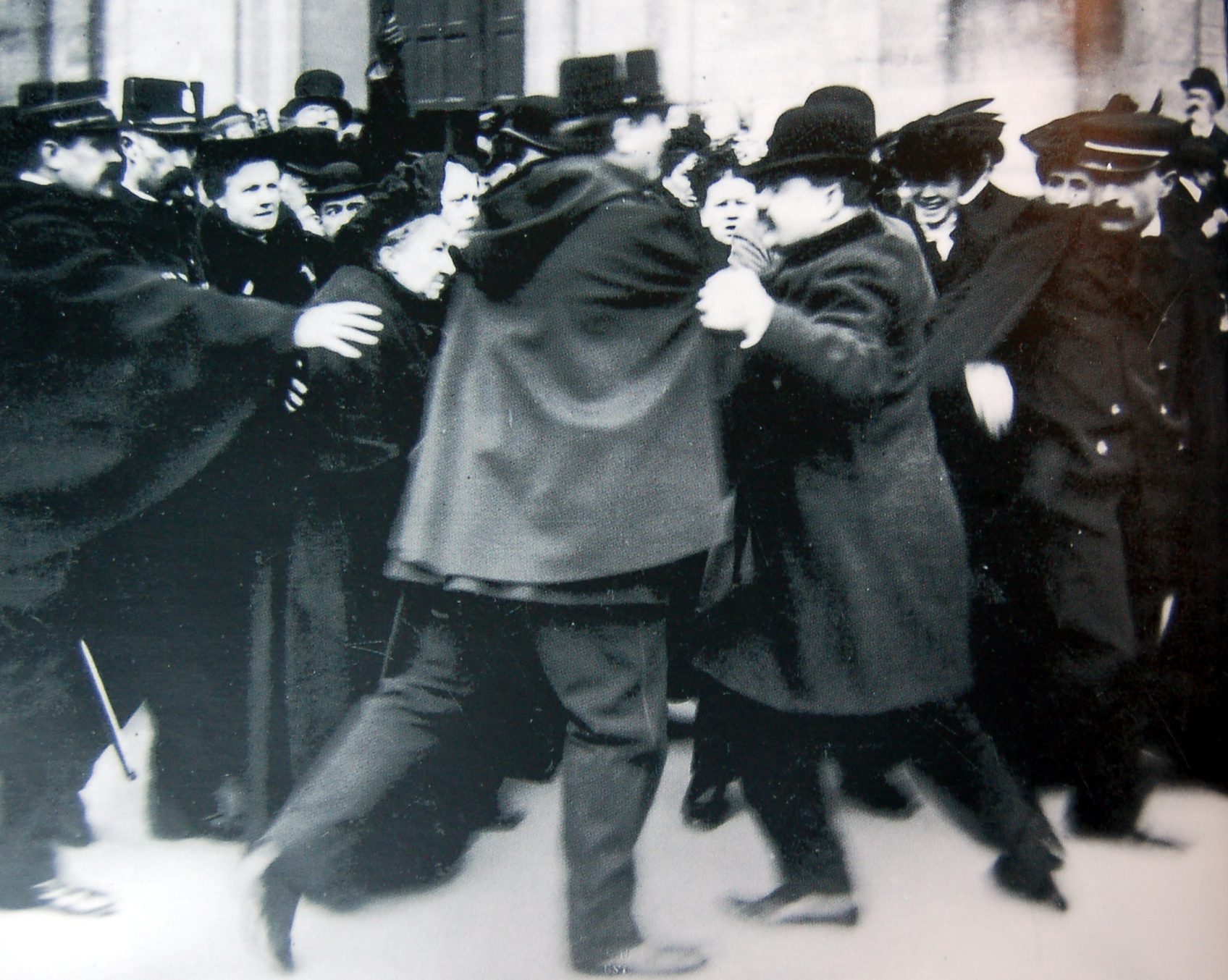
Párizs, 1904
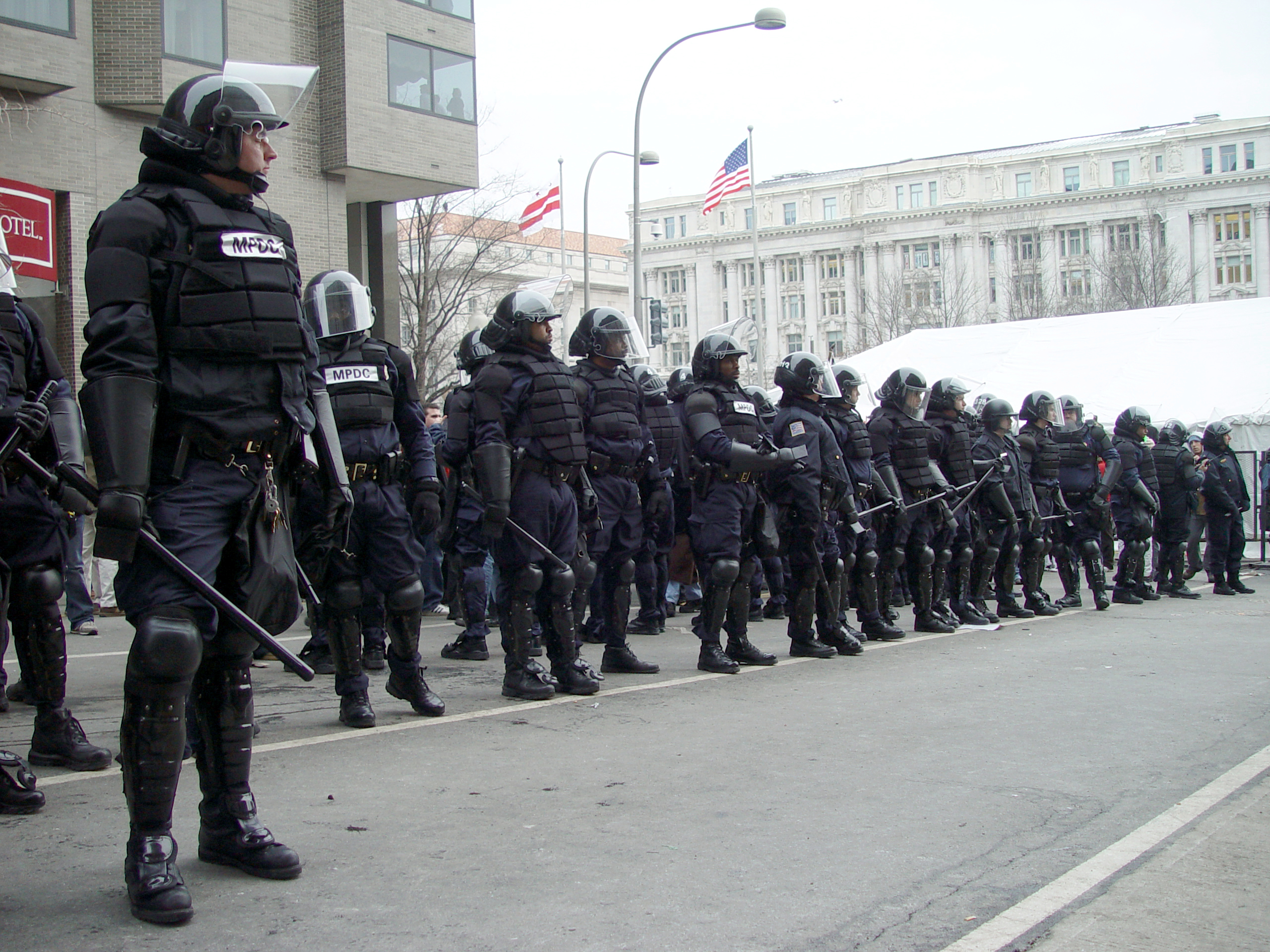
Mai amerikai...
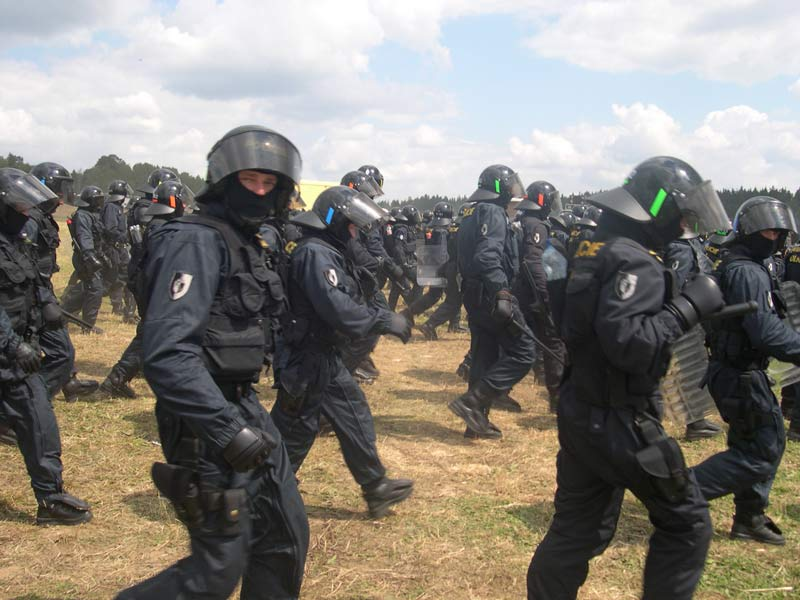
...és cseh rohamrendőrök
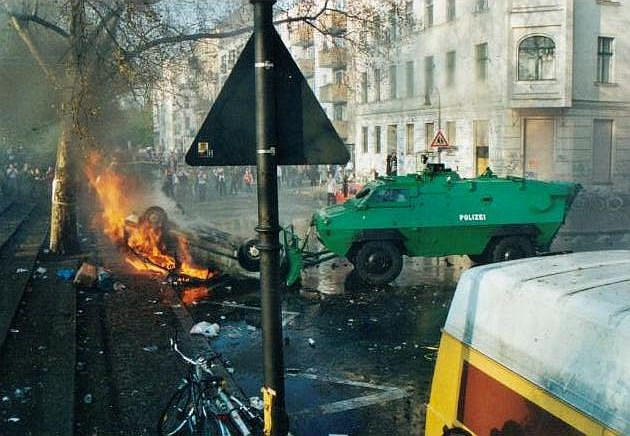
2001. május 1-je Berlin Kreuzberg negyedében
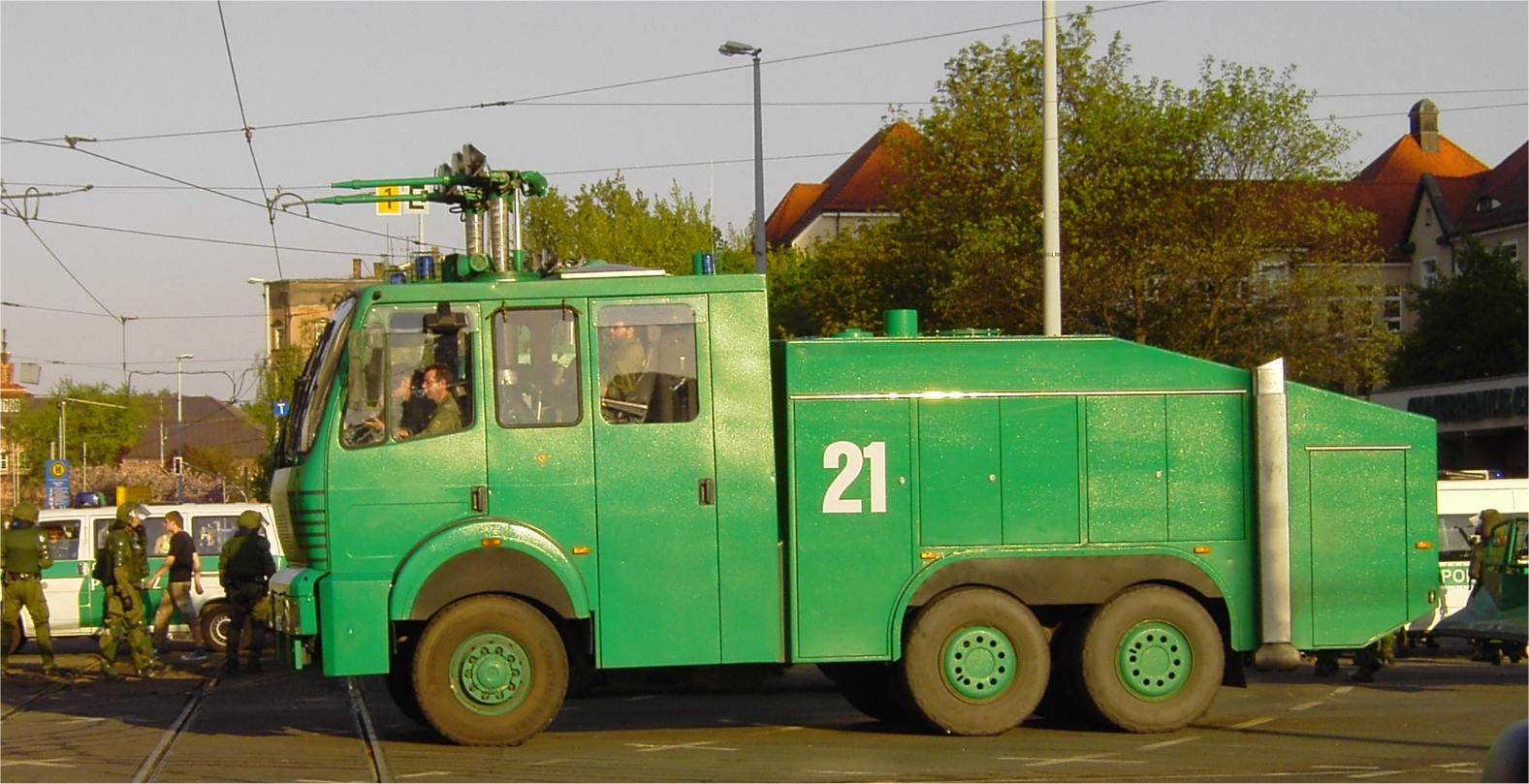
Egy német vízágyú
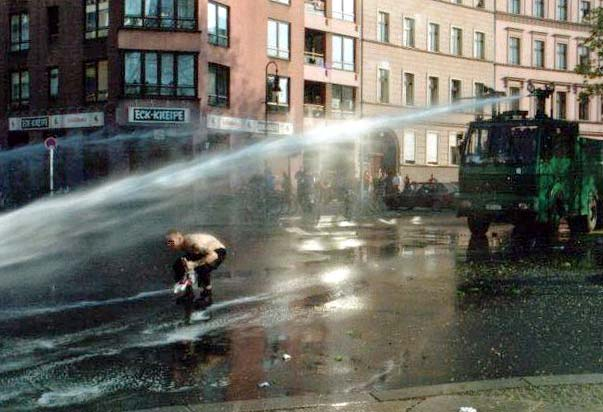
Ellenállás a vízsugárnak
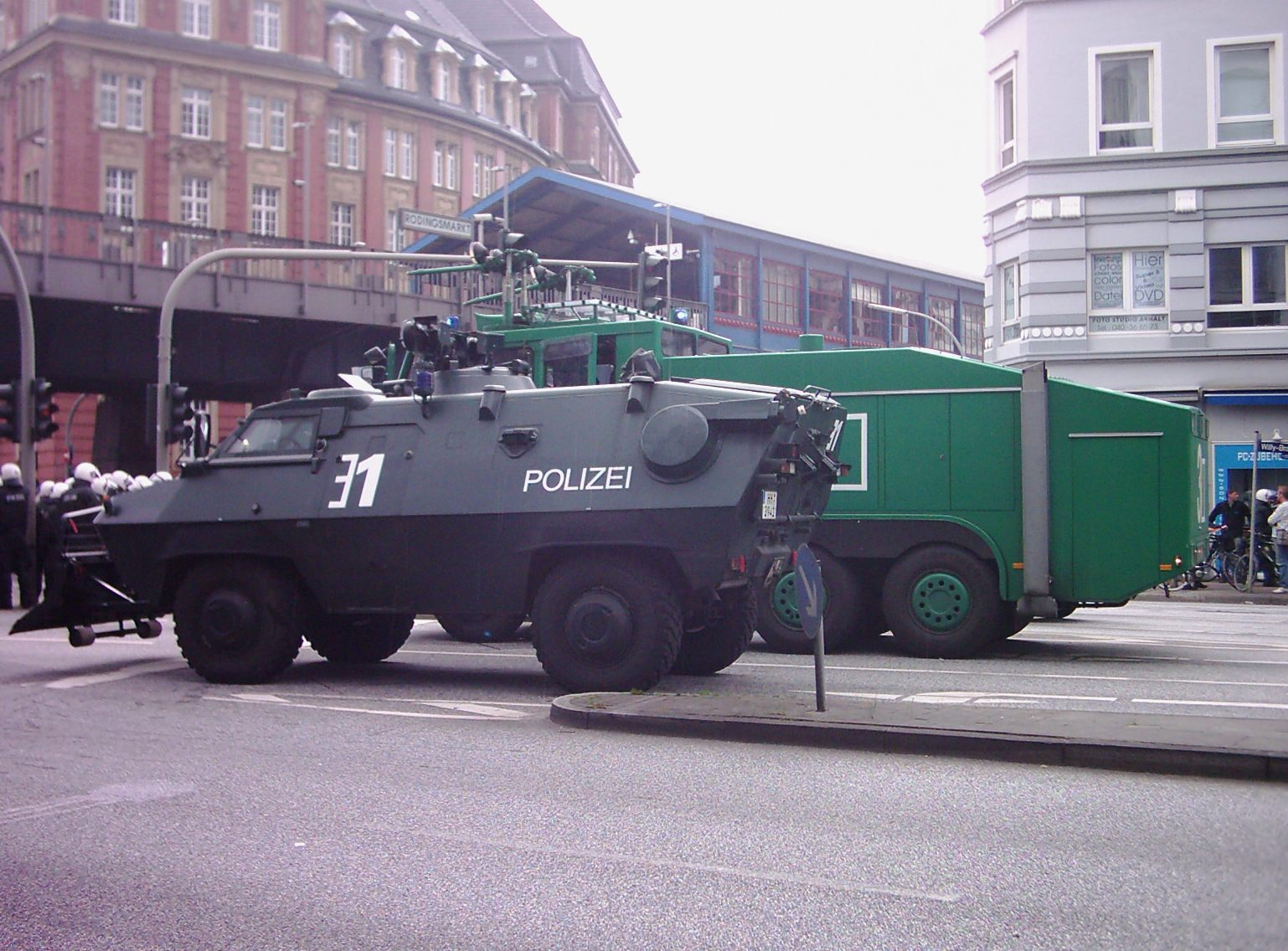
További német járművek
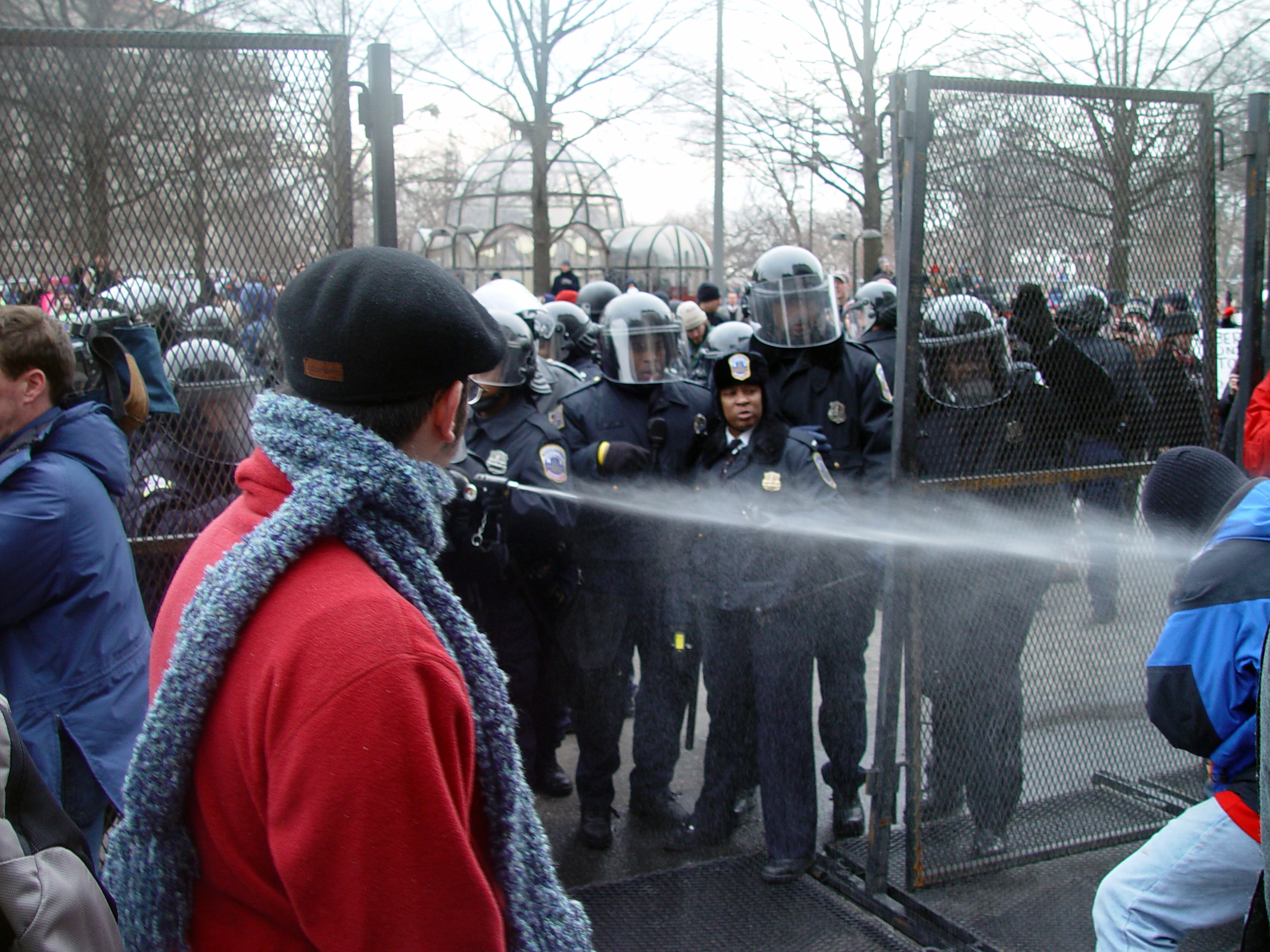
A paprika-spray (OC) bevetése
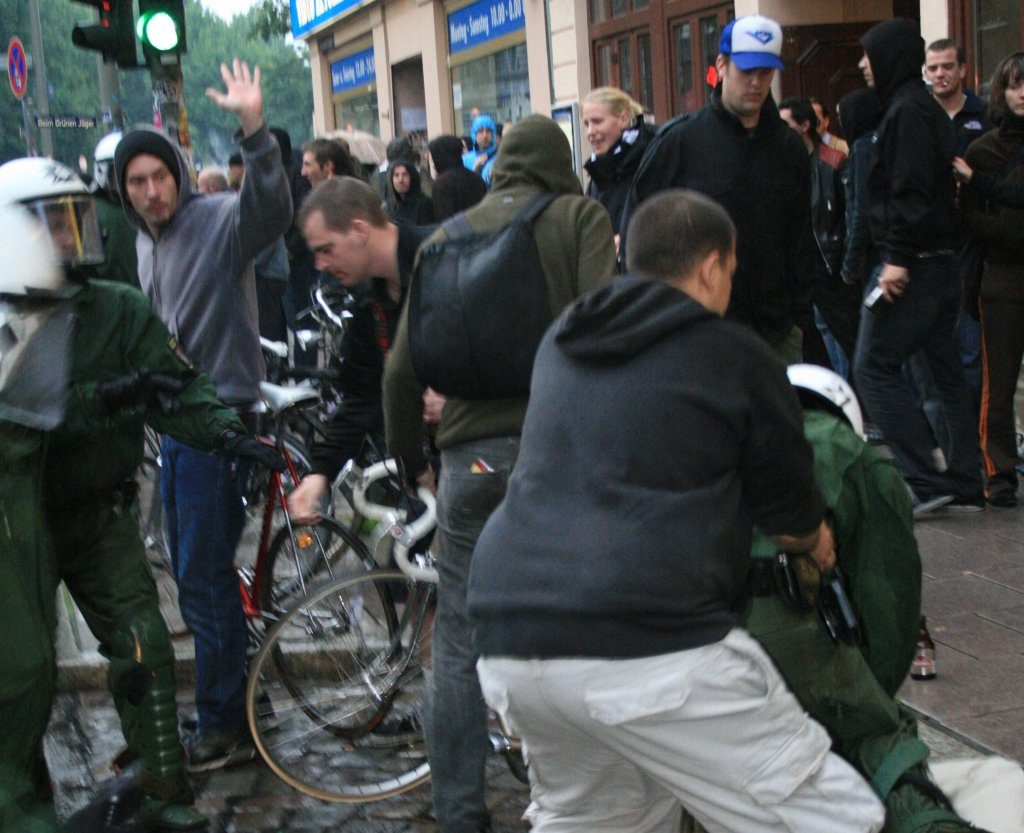
Közelharc (Hamburg, 2007)

### Külső hivatkozások
- Karhatalmi harcászat zajlott Budapest utcáin – Index-cikk
- Rendőr.lap.hu - linkgyűjtemény